# デッドマン (オリジナル・サウンドトラック)
| 専門評論家によるレビュー | 専門評論家によるレビュー |
| レビュー・スコア         | レビュー・スコア         |
| 出典                     | 評価                     |
| ------------------------ | ------------------------ |
| Allmusic                 | [ 2 ]                    |
| Robert Christgau         | [ 3 ]                    |
| Pitchfork                | 7.7/10                   |

『デッドマン (オリジナル・サウンドトラック)』（Dead Man）は、1995年のジム・ジャームッシュ監督、ゲイリー・ファーマー主演、ジョニー・デップがウィリアム・ブレイクを演じた西部劇をテーマにした同名映画『デッドマン』のサウンドトラック。サウンドトラックも映画のスコアもニール・ヤングが作曲・演奏している。

## 概要
ヤングは、レコーディング・スタジオで一人、新しく編集された映画を見ながら、即興演奏（主にオールド・ブラック、彼の有名なカスタマイズ・エレクトリック・ギター、一部アコースティック・ギター、ピアノ、オルガン）でサウンドトラックを録音した。サウンドトラック・アルバムは、ヤングによる7曲のインストゥルメンタル・トラックで構成され、映画の台詞の抜粋とジョニー・デップによるウィリアム・ブレイクの詩の朗読が音楽の合間に挿入されている。このサウンドトラックが映画音楽と異なるのは、映画が自動車が普及する前の時代を舞台にしているのに対し、走行中の車のBGMを使用している点である。
ピッチフォーク誌は、このサウンドトラックを歴代映画音楽ベスト50の15位にランク付けし、
「オールド・ブラックは、ジム・ジャームッシュ監督の幻覚的西部劇『デッドマン』のサウンドトラックで、最も純粋な形でフィーチャーされている。ヤングの低く不吉な音は、ロビー・ミュラーの印象的なモノクロ映画撮影と切り離せず、ウィリアム・ブレイク（ジョニー・デップ）とブレイクの無愛想なネイティブ・アメリカンのガイド、ノーバディ（ゲイリー・ファーマー）のますます奇妙なオデッセイに素朴な魅力を与えている」と述べている。

## レコーディング
ヤングは回顧録『Special Deluxe』の中で、この映画のスコアとサウンドトラックを録音する際の創作過程について詳しく語っている。スコアについては、無声映画時代に行われていたような、映画に合わせて演奏する生演奏者の音を再現したいと考えた。ヤングはステージを借り、大小20種類のモニターを円形に並べ、中央にギター、アンプ、ピアノを置いた。
「どこを見ても映画だった。逃れられないものだった。その映画に合わせて演奏したくなったら、楽器を手にとって生演奏した。エレキ・ギターのオールド・ブラックをソロで弾いたんだ」
彼は2004年のNPRのインタビューでこう語っている。 
「楽器は常に近くにあり、次から次へと楽器を演奏することができた。それで映画が始まり、僕は楽器を弾き始めた。だから、僕はショーを見ていた--フィルムが流れていくのを見ながら、ずっとライブで演奏していた。バーのシーンでは、ギターを置いて歩いて行って、バーでピアノを弾いたよ。タックピアノを弾いたんだ。そのシーンが終わると、ピアノから別のシーンのためにオルガンを弾きに行って、それから僕が持っている小さなポンプ・オルガンを弾いた。基本的には、すべてリアルタイムの経験だったんだ」ヤングは映画に合わせて演奏し、この作業を3回繰り返した。最終的なスコアには、2テイク目の前半と1テイク目の後半が組み込まれている。
サウンドトラック・アルバムのために、ヤングは牧場の舗装されていない道をリンカーン・コンチネンタル・コンバーチブルでドライブする音を録音し、コオロギの鳴き声と通り過ぎる道の音を捉えた。これらの音は、ジョニー・デップが彼の役名であるウィリアム・ブレイクの詩を朗読する録音とマッチしている。

## 収録曲
このアルバムのフィジカル・リリースには曲名が記載されていないが、掲載されている曲名はヤングのウェブサイトに掲載されているものと一致している。
| 全作詞・作曲: Neil Young。 |                                             |            |            |       |
| #                          | タイトル                                    | 作詞       | 作曲・編曲 | 時間  |
| 1.                         | 「Guitar Solo, No. 1」                      | Neil Young | Neil Young | 5:18  |
| 2.                         | 「The Round Stones Beneath the Earth...」   | Neil Young | Neil Young | 3:32  |
| 3.                         | 「Guitar Solo, No. 2」                      | Neil Young | Neil Young | 2:03  |
| 4.                         | 「Why Dost Thou Hide Thyself, Clouds...」   | Neil Young | Neil Young | 2:25  |
| 5.                         | 「Organ Solo」                              | Neil Young | Neil Young | 1:33  |
| 6.                         | 「Do You Know How to Use This Weapon?」     | Neil Young | Neil Young | 4:25  |
| 7.                         | 「Guitar Solo, No. 3」                      | Neil Young | Neil Young | 4:31  |
| 8.                         | 「Nobody's Story」                          | Neil Young | Neil Young | 6:36  |
| 9.                         | 「Guitar Solo, No. 4」                      | Neil Young | Neil Young | 4:22  |
| 10.                        | 「Stupid White Men...」                     | Neil Young | Neil Young | 8:46  |
| 11.                        | 「Guitar Solo, No. 5」                      | Neil Young | Neil Young | 14:41 |
| 12.                        | 「Time for You to Leave, William Blake...」 | Neil Young | Neil Young | 0:51  |
| 13.                        | 「Guitar Solo, No. 6」                      | Neil Young | Neil Young | 3:22  |
| 合計時間:                  | 合計時間:                                   | 62:24      |            |       |

## "Theme from Dead Man"
オープニングとエンディング・クレジットで流れる、アコースティック・ギターとエレクトリック・ギターをフィーチャーしたインストゥルメンタル・チューンであるこの映画のメイン・テーマは、サウンドトラック・アルバムには収録されなかった（ただし、このモチーフはアルバムを通して繰り返し演奏される）。この曲は、アルバム発売前にレアなプロモCDシングルとしてのみ発売された。また、映画の抜粋とヤングがサウンドトラックをレコーディングしているスタジオ映像をミックスしたミュージック・ビデオも公開された。
| #         | タイトル                                                  | 作詞  | 作曲・編曲 | 時間 |
| --------- | --------------------------------------------------------- | ----- | ---------- | ---- |
| 1.        | 「Theme from Dead Man」(Edit)                             |       |            | 3:18 |
| 2.        | 「Theme from Dead Man」(Edit w/ Johnny Depp spoken words) |       |            | 3:18 |
| 3.        | 「Theme from Dead Man」(Long version)                     |       |            | 5:04 |
| 合計時間: | 合計時間:                                                 | 11:40 |            |      |

## 参加ミュージシャン
- Neil Young – guitars, piano, organ, production
- Johnny Depp – poetry reading

制作スタッフ
- John Hanlon – production, recording, mixing
- Gary Burden – art direction & design
- Jim Jarmusch, Christine Parry – photography
- Guy Charbonneau, Charles Bouis, Eric Johnston – recording assistance
- John Hausmann, John Nowland – mixing assistance
- Tim Mulligan – editing, mastering